# Weissenbornia praestantissima
Weissenbornia praestantissima är en insektsart som beskrevs av Karsch 1888. Weissenbornia praestantissima ingår i släktet Weissenbornia och familjen vårtbitare. Inga underarter finns listade i Catalogue of Life.